# Suraj N. Gupta
Suraj Narayan Gupta (n. 1 decembrie 1924, Punjab⁠(d), India – d. 4 iulie 2021) a fost un fizician teoretician american născut în India.  Este cunoscut pentru contribuțiile sale la teoria cuantică a câmpurilor.

## Viața timpurie și cariera
S-a născut în 1 decembrie 1924 în Punjab, India britanică. A primit M. Sc. de la St. Stephen's College din Delhi și un doctorat de la Universitatea Cambridge. A lucrat la Institutul de Studii Avansate din Dublin între 1948 și 1949. Din 1951 până în 1953 a fost ICI Fellow la Universitatea din Manchester. În 1953, Gupta s-a alăturat ca profesor invitat la Universitatea Purdue și a rămas acolo până în 1956. Din 1956, a fost profesor la Wayne State University din Detroit, unde era profesor emerit de fizică.

## Contribuții științifice
Gupta a introdus în 1950, simultan și independent de Konrad Bleuler, cuantizarea Gupta–Bleuler a electrodinamicii cuantice (QED). Din aceasta au apărut unele dintre primele încercări de a deriva ecuațiile relativității generale din teoria câmpului cuantic pentru o particulă  fără masă de tip spin-2 (graviton).  Inițiative similare în domeniu a avut și Robert Kraichnan în anii 1940 (dar care nu a fost publicat până în 1955) și, mai târziu în anii 1960, Richard Feynman și Steven Weinberg. Mai târziu, acesta a lucrat în diverse domenii ale teoriei câmpurilor cuantice și ale fizicii particulelor elementare, inclusiv cromodinamica cuantică și cuarconiul.

## Viața personală și decesul
Gupta a locuit mai târziu în Franklin, Michigan. A decedat în West Bloomfield, Michigan, pe 4 iulie 2021, la vârsta de 96 de ani.